# 登機證

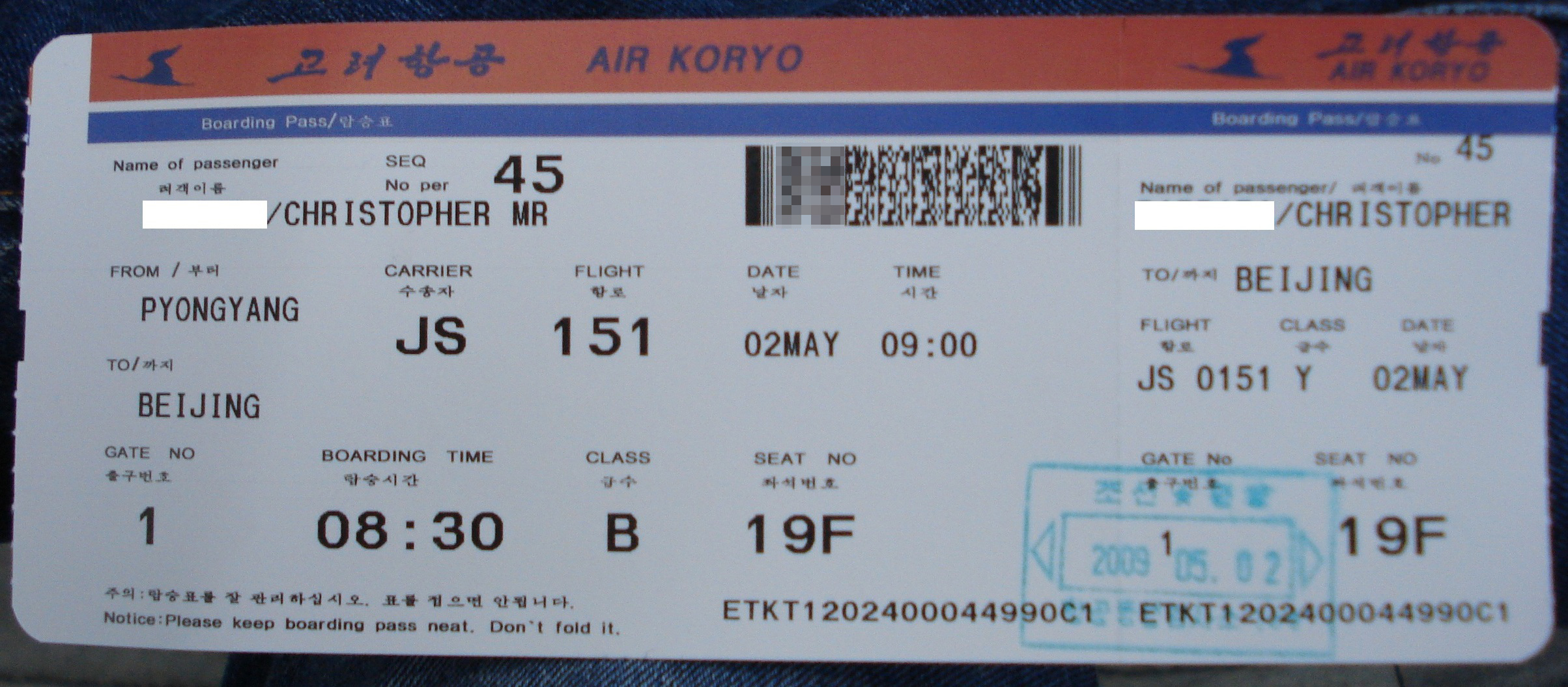
朝鲜高麗航空登机牌

登機證是一種提供民用航空乘客登機證明的票證，通常是在乘客辦理完登機報到手續後由航空公司發給。登機證上，至少會標明乘客姓名、班機號碼、搭機日期和時間。一般登機證為長條狀感熱紙形式，背面有磁條供自動讀碼機讀取。有部份航空公司，特別是廉價航空公司，為降低用紙成本，改以普通紙列印登機證，並以二維條碼取代紙背的磁條，亦鼓勵乘客於航空公司網站上線上報到並自行列印登機證。部份航空公司亦以登機證兼作機場貴賓室的邀請卡，供頭等艙、商務艙或其他符合資格旅客進入貴賓室使用。多數機場和航空公司都備有自動讀碼機，以便在空橋或登機門核對乘客的登機證，同時讀碼機也會將資料傳送到航空公司的資料庫，確認乘客是否登機以及其行李是否在機上，提升了登機的效率，避免乘客上錯飛機。

## 電子登機證

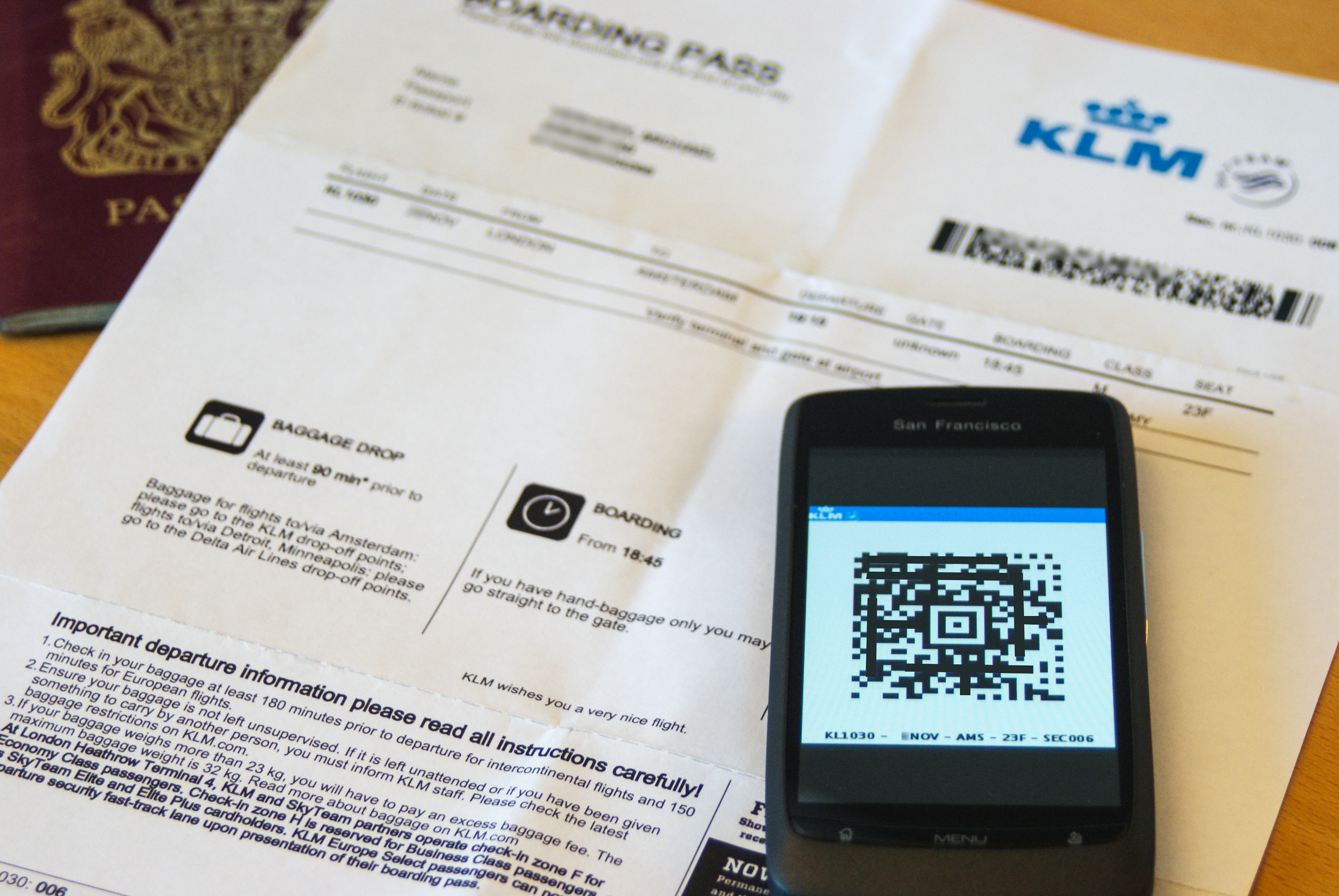
荷蘭皇家航空2010年啟用的電子登機證和紙质登機證

### 概要
許多航空公司正逐漸開始使用電子登機證。乘客若欲以電子登機證登機，須事先於網路或行動通訊裝置辦理報到，之後便會收到一份由航空公司回傳、載有專屬二維條碼的簡訊或電子郵件，以替代紙本登機證。此外，部分航空公司也開發了專有的行動應用程式供乘客辦理自助報到，在應用程式中直接顯示登機證。
電子登機證上載有的條碼與標準紙本登機證的條碼相同，可供機器讀取。登機門的地勤人員只要掃描裝置上的條碼即可。

### 上線的航空公司
目前使用電子登機證的航空公司包括聯合航空、亞洲航空（第一個使用簡訊電子登機證）、新加坡航空、加拿大航空、西捷航空（北美第一個使用）、國泰航空、達美航空、捷藍航空、美國航空等等。臺灣兩大航空公司中華航空與長榮航空也在2012年推出電子登機證服務。日本則在國內線試辦針對常客發行類似Suica的電子登機卡。
也有航空公司支援使用Apple公司的Apple钱包电子登機證。

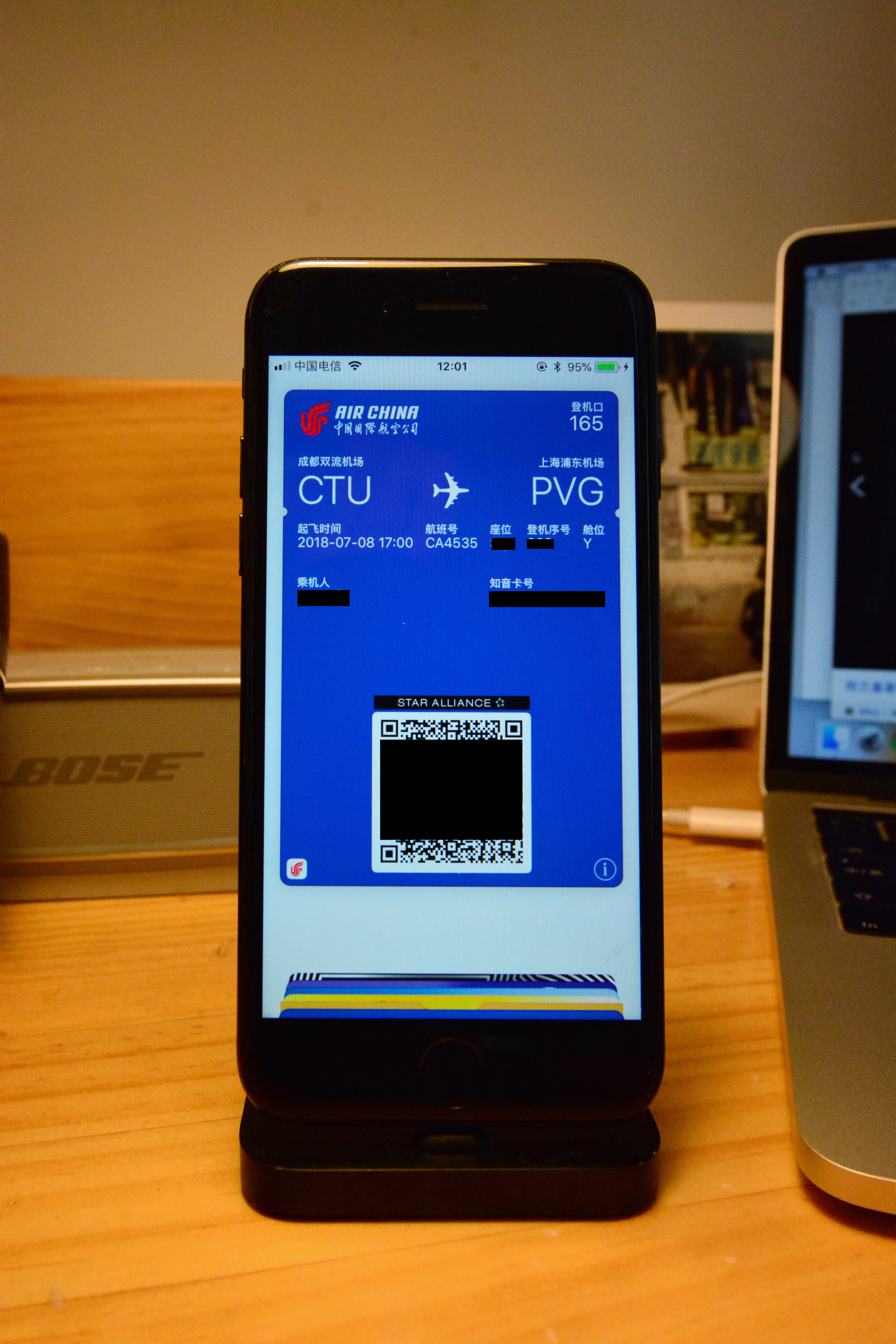
展示于一部 Apple iPhone 7 中 Apple钱包 应用中的中国国际航空公司的电子登机牌。

### 優點
- 實用性：旅客可能沒有印表機印出紙本登機證，透過行動裝置登機證可免去在機場自助報到機前排隊的困擾。
- 安全性：二維條碼與傳統的一維條碼相較之下較不易偽造[3]。
- 便利性：旅客若無託運行李，可憑該條碼直接通關、登機，省去在機場報到櫃檯排隊辦理報到手續的時間。
- 環保：省去紙质登機證的用紙，相當環保。

### 缺點
電子登機證也有其缺點，行動裝置電量不足無法開機時即無法驗證登機證，有時讀取設備也會無法辨識電子登機證。對於有多位乘客的訂位紀錄而言，使用電子登機證可能會相當不便，因為多數航空公司的應用程式無法處理多張電子登機證。